# Castrul roman Arrubium
Castrul roman Arrubium este situat pe teritoriul de azi al orașului Măcin, județul Tulcea. Din el se mai păstrează ruine.
Prima atestare documentară datează în jurul anului 100 e.n., în două diplome militare, care menționează prezența la Arrubium a unei ale formată din dardani.
Ulterior, castrul Arrubium e semnalat în alte patru documente vechi:
- Tabula Peutingeriana, o hartă întocmită de un autor anonim, probabil în perioada 260 - 271 e.n.
- Itinerarium Antonini, document scris în anii 212 - 218 e.n. La noi a ajuns o copie din timpul împăratului Dioclețian (284 - 305), în care sunt indicate cetățile romane de pe malul drept al Istrului (Dunării) de la Turtucaia până la vărsarea în Marea Neagră.
- Notitia Dignitatum, din primul sfert al secolului V, care conține o listă a funcțiilor militare și civile din răsăritul și apusul Imperiului Roman.
- Cosmographia, o descriere a lumii, făcută în secolul al VII-lea de geograful din Ravenna, autor necunoscut.

Există ipoteza că numele cetății este de proveniență celtică. Se pare că încă din antichitate acest așezământ ar fi jucat un deosebit rol religios în viața oamenilor acestor locuri și că tot aici ar fi existat un cult al zeului Jupiter Arrubianus, de la care se pare că își trage și numele. 

Paza cetății Arrubium era în sarcina legiunii a V-a Macedonica, cu sediul în cetatea Troesmis, situată la mai puțin de 20 de km de Arrubium.

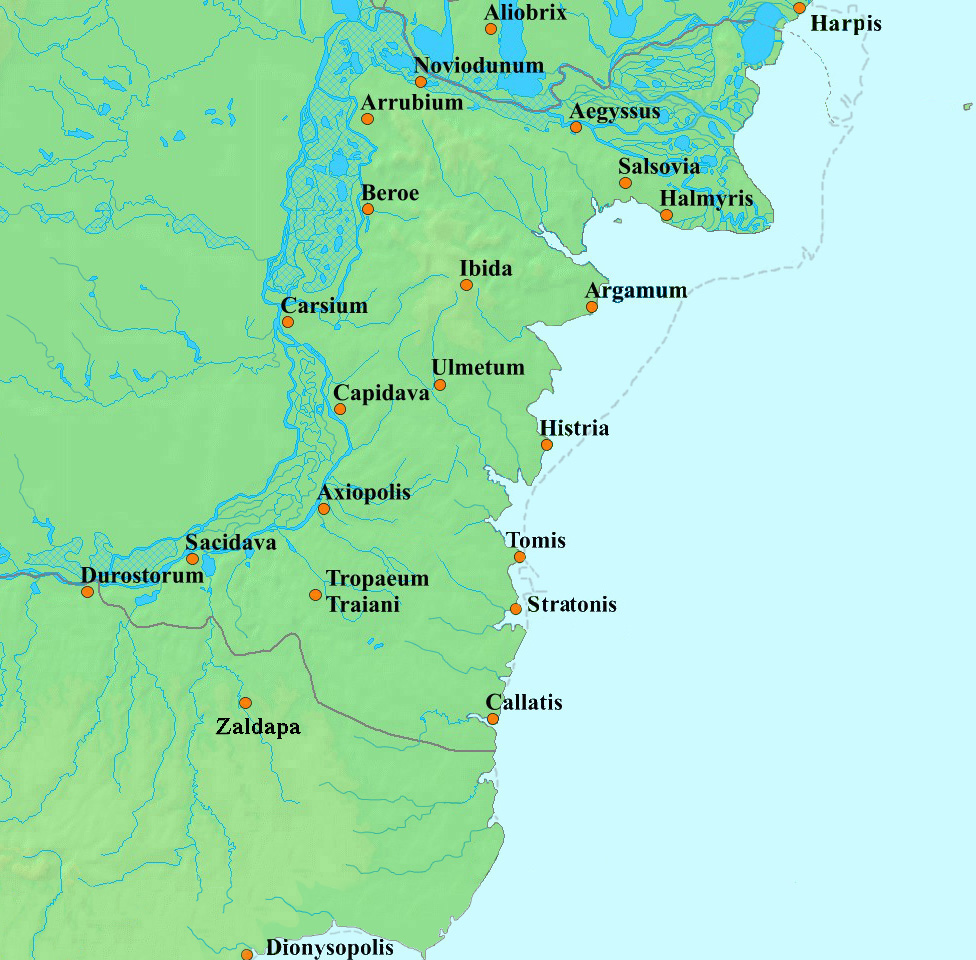
Harta Scythiei Minor

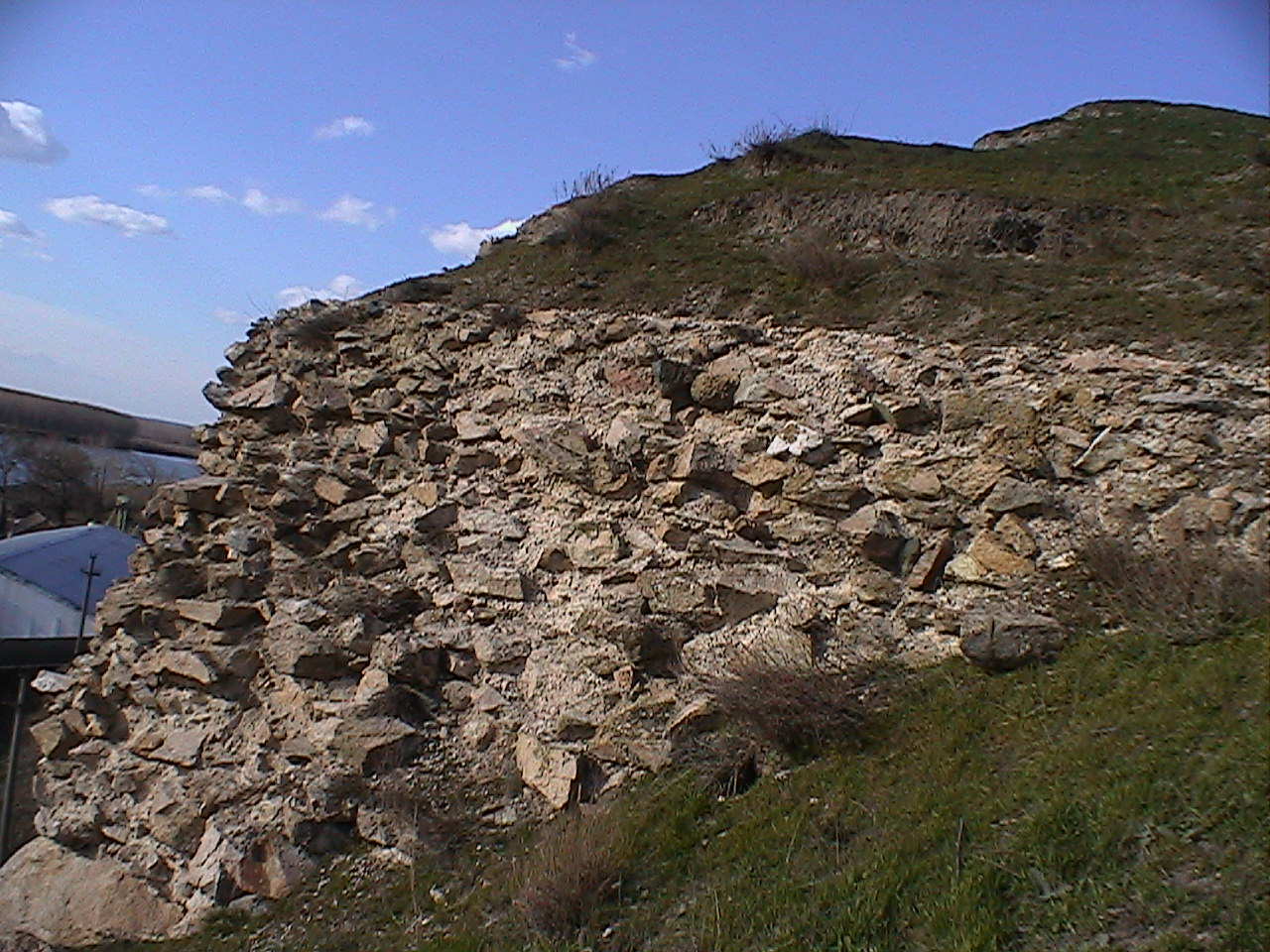
Ruinele Cetății Arrubium

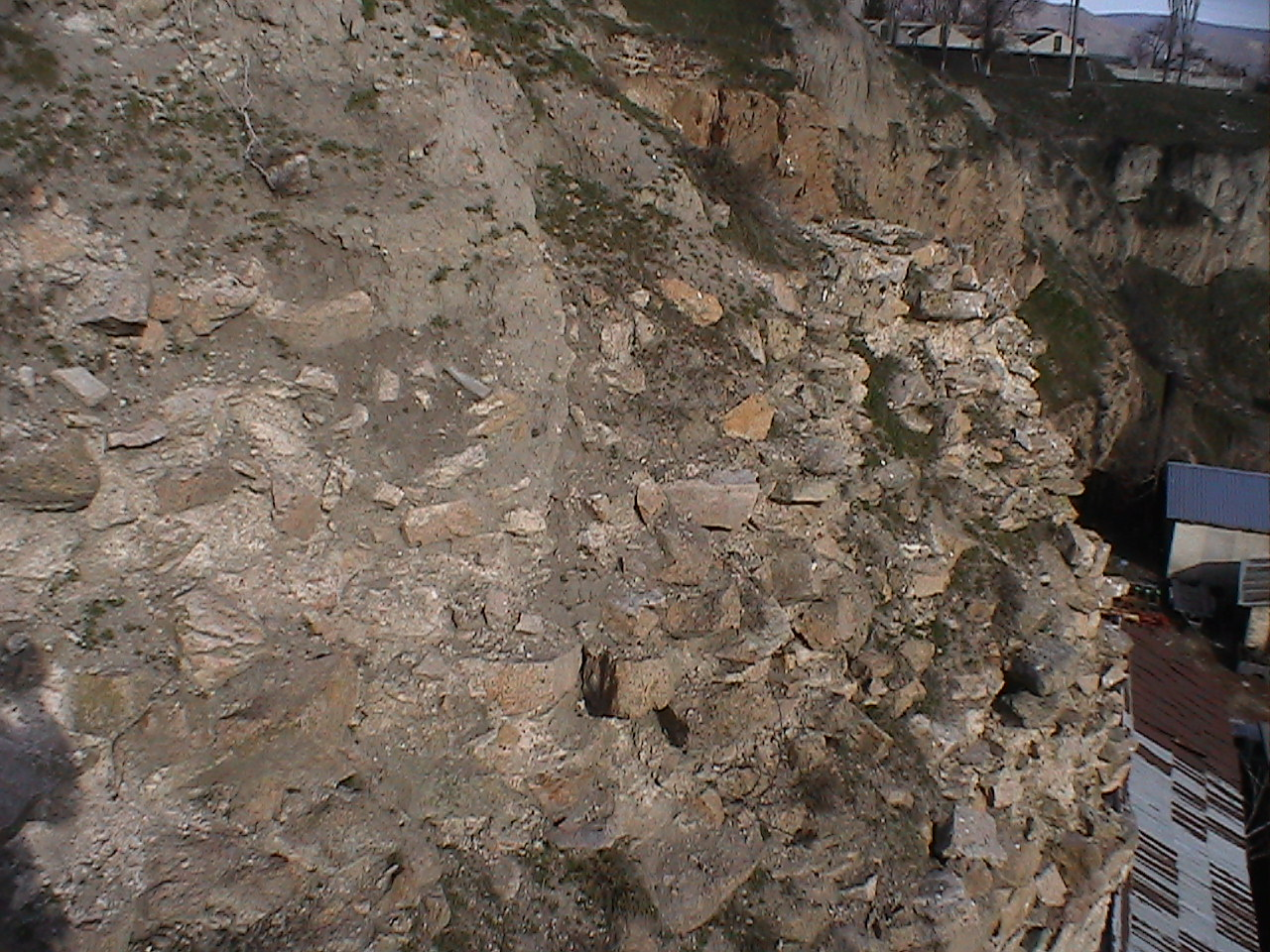
Cetatea Arrubium